# Agnes Bennett
Agnes Elizabeth Lloyd Bennett, née le 24 juin 1872 et morte le 27 novembre 1960, est une doctoresse néo-zélandaise, médecin-chef d'une unité médicale de la Première Guerre mondiale. Elle reçoit l'ordre de l'Empire britannique pour son travail sur la santé des femmes et des enfants.

## Enfance et éducation

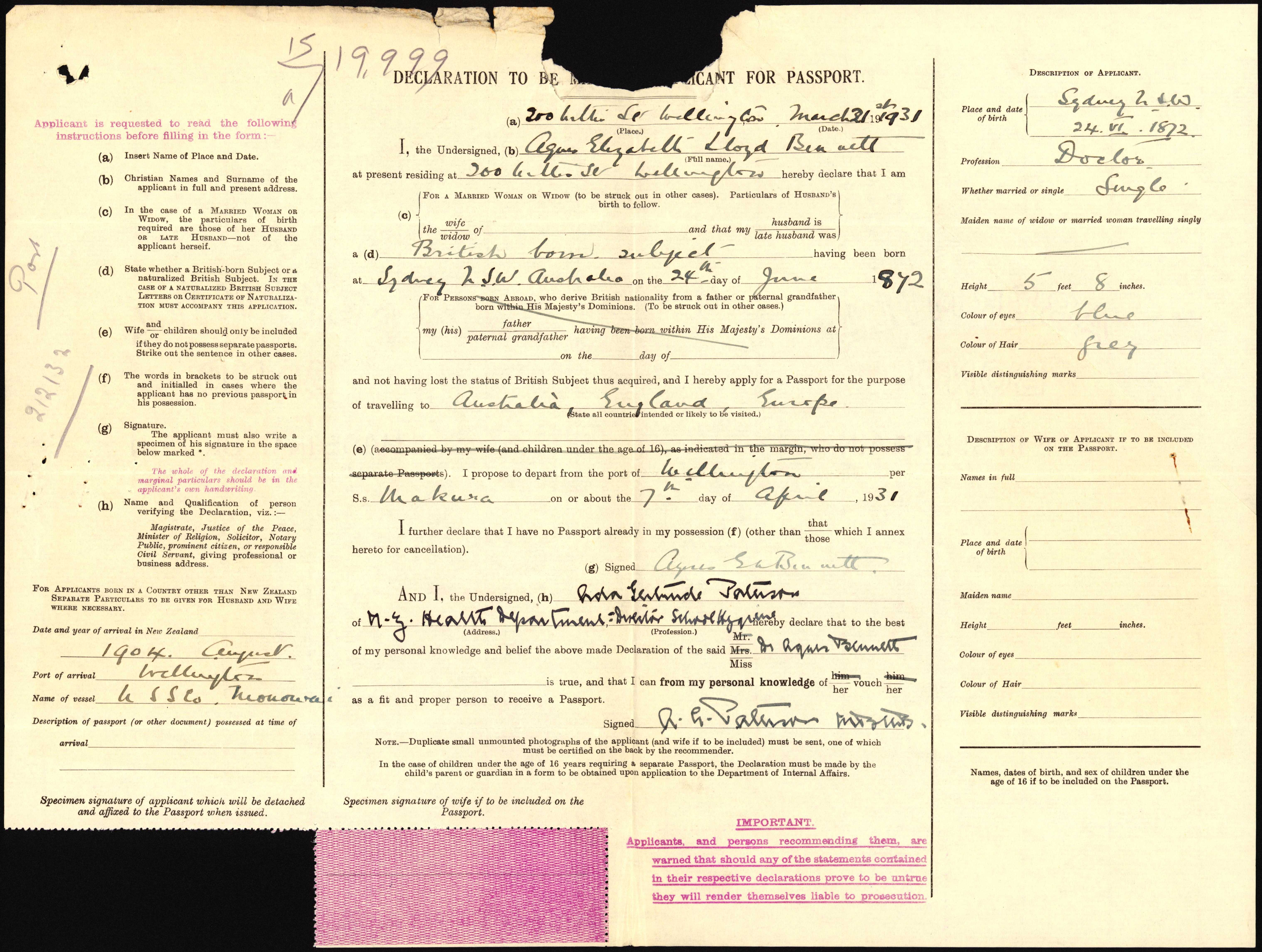
Demande de passeport d'Agnes Bennett (1931).

Agnes Bennett naît à Sydney le 24 juin 1872, le sixième enfant de William Christopher Bennett et de sa première épouse Agnes Amelia, née Hays. Le père de Bennett est ingénieur et commissaire des routes et des ponts de la Nouvelle-Galles du Sud. Bennett fréquente le lycée pour filles de Sydney. En 1878, sa mère fait déménager la famille en Angleterre, où elle va au Cheltenham Ladies' College et au lycée pour filles de Dulwich ; après sa mort de la variole en juin 1881, les enfants retournent en Australie, où Bennett étudie à Abbotsleigh (en).  Bennett remporte une bourse en 1890 qui lui permet d'étudier les sciences à l'université de Sydney. En 1894, elle devient la première femme à recevoir un BSc avec distinction de l'Université de Sydney.

## Carrière médicale
Ne trouvant pas de travail en tant que médecin, Bennett est d'abord enseignante et gouvernante, puis elle quitte l'Australie en 1895 pour étudier à l'Edinburgh College of Medicine for Women, fondé par Elsie Inglis et son père John Inglis (en). Elle étudie avec ses compatriotes australiennes Kate Welton Hogg (en) et Mary Booth (en), et les Irlandaises Eleanor Sproull et Elizabeth Macrory.

Elle est diplômée en 1899 et retourne à Sydney deux ans plus tard. Elle ouvre un cabinet privé à Darlinghurst Road où elle donne des consultations gratuites, mais est forcée d'abandonner sa pratique en raison des préjugés alors courants contre les femmes médecins. Elle travaille brièvement à l'hôpital psychiatrique de Callan Park avant de partir en 1905 pour reprendre le cabinet d'une femme médecin à Wellington, rencontrant cette fois un grand succès. Elle devient ensuite médecin-chef à la maternité de l'hôpital St Helens de Nouvelle-Zélande (en) et médecin honoraire, avec Daisy Platts-Mills, au service pédiatrique de l'hôpital de Wellington à partir de 1912. En 1911, elle termine son doctorat en médecine à Édimbourg. 

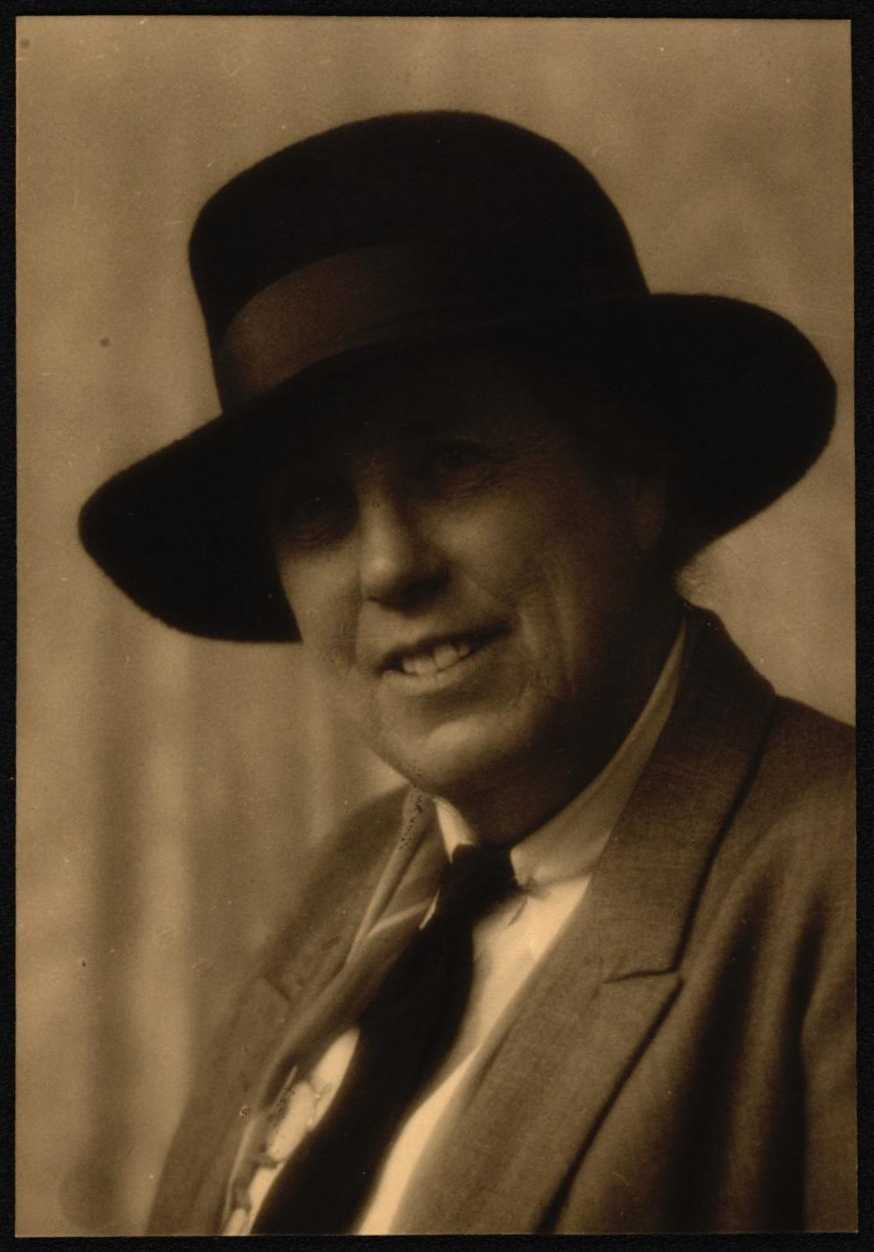
Photo de passeport d'Agnes Bennett (1931)

### Première guerre mondiale
En 1915, Agnes Bennett devient la première officière embauchée dans l'armée britannique, étant médecin avec le titre de capitaine dans les hôpitaux de campagne du Caire. En 1916 et 1917, elle est responsable d'une unité des hôpitaux des femmes écossaisses sur le front de la Serbie.
En 1923, Bennett devient la première présidente de la branche de Wellington de la fédération internationale des femmes universitaires, prédécesseuse de Graduate Women International. Elle représente la Nouvelle-Zélande à sa conférence mondiale en 1936 à Cracovie.

### Seconde guerre mondiale
En 1938 et 1939, elle est médecin à l'hôpital de Burketown, en Australie. Elle quitte son poste et retourne en Nouvelle-Zélande en 1939, où elle aide à la création du service des Women's War Service Auxiliary. Elle travaille dans des hôpitaux anglais de 1940 à 1942.

### Fin de carrière
À son retour en Nouvelle-Zélande après la guerre, elle donne des cours sur les maladies sexuellement transmissibles et sur la contraception. En 1948, elle reçoit l'Ordre de l'Empire britannique pour ce travail.

## Prix et récompenses
- 1948 : Ordre de l'Empire britannique[8]